# David Jaffe
David Scott Jaffe (nacido el 13 de abril de 1971) es un diseñador de videojuegos estadounidense conocido por dirigir las series de videojuegos Twisted Metal y God of War. En 2009, fue elegido por IGN como uno de los 100 mejores creadores de videojuegos de todos los tiempos.

## Biografía
Jaffe es originario de Birmingham, Alabama y actualmente reside en San Diego, California. Nació en una familia judía. Jaffe se graduó de la Escuela Secundaria Mountain Brook de Alabama, ubicada en Mountain Brook, un suburbio de Birmingham. Jaffe luego asistió a la Universidad del Sur de California en Los Ángeles.
Jaffe es conocido por dirigir las series de videojuegos Twisted Metal y God of War. Los videojuegos Twisted Metal: Black y God of War, dirigidos por Jaffe, se han clasificado en los «25 mejores juegos de PS2 de todos los tiempos» de IGN, con Twisted Metal: Black en el noveno lugar y God of War ganando el primer lugar como el mejor videojuego de PlayStation 2 de todos los tiempos de IGN. En 2007, Jaffe dejó Sony Computer Entertainment America para fundar Eat Sleep Play. El estudio firmó un acuerdo de varios años con Sony para crear VIDEOjuegos exclusivamente para las plataformas PlayStation. Jaffe dejó Eat Sleep Play en febrero de 2012 debido a diferencias creativas.
En 2014, Jaffe anunció Drawn to Death, el primer proyecto de su nuevo estudio The Bartlet Jones Supernatural Detective Agency, como exclusivo de PlayStation 4. El videojuego recibió críticas mixtas y, debido a la cancelación de un título no anunciado, su nueva empresa cerró un año después. Jaffe expresó su desdén por la recepción crítica mixta e insistió en que la recepción de los jugadores que jugaron el juego fue más positiva.
Jaffe trabajó como consultor creativo para el desarrollador polaco Movie Games.

## Obras
| Año  | Título                                       | Plataforma(s)                                  | Acreditado como                 |
| ---- | -------------------------------------------- | ---------------------------------------------- | ------------------------------- |
| 1993 | Cliffhanger                                  | NES, SNES, Mega Drive/Genesis, Mega CD/Sega CD | Tester                          |
| 1993 | Skyblazer                                    | SNES                                           | Tester                          |
| 1994 | Mickey Mania                                 | SNES, Mega Drive/Genesis, Mega CD/Sega CD      | Diseñador                       |
| 1995 | Twisted Metal                                | PC/PlayStation                                 | Diseñador                       |
| 1996 | Twisted Metal 2                              | PC/PlayStation                                 | Director, productor y diseñador |
| 2001 | Twisted Metal: Black                         | PlayStation 2                                  | Director y diseñador jefe       |
| 2001 | Kinetica                                     | PlayStation 2                                  | Diseñador                       |
| 2005 | God of War                                   | PlayStation 2                                  | Director y diseñador jefe       |
| 2005 | Twisted Metal: Head On                       | PlayStation Portable                           | Director y diseñador            |
| 2007 | God of War II                                | PlayStation 2                                  | Director creativo               |
| 2007 | Calling All Cars!                            | PlayStation 3                                  | Director                        |
| 2008 | Twisted Metal Head On: Extra Twisted Edition | PlayStation 2                                  | Director y diseñador            |
| 2012 | Twisted Metal                                | PlayStation 3                                  | Director                        |
| 2017 | Drawn to Death                               | PlayStation 4                                  | Director                        |